# Lorenzo Giancaterino
Lorenzo Nicolas Giancaterino (Bergen, 4 augustus 1990) is een Belgisch basketballer.

## Carrière
Giancaterino speelde in de jeugd van JSLB Frameries en Dexia Mons-Hainaut. In het seizoen 2006/07 speelde hij zijn eerste wedstrijd in de hoogste klasse. De volgende drie jaar speelde hij telkens minder dan 5 wedstrijden in het eerste team. Maar was voornamelijk actief voor de tweede ploeg, in het seizoen 2011/12 speelde hij voor het eerst meer dan twintig wedstrijden. Hij bleef bij Bergen spelen tot in 2014 toen hij de overstap maakte naar Basic-Fit Brussels waar hij een seizoen speelde.
Van 2015 tot 2017 speelde hij voor Liège Basket, in 2017 trok hij naar de Griekse tweedeklasser Apollon Patras BC. Hij speelde er maar drie wedstrijden voordat hij zich voor de rest van het seizoen aansloot bij Limburg United. In 2018 sloot hij zich aan bij Belfius Mons-Hainaut, in januari 2021 moest hij stoppen met spelen door een aanhoudende heupblessure. Hij stopte enkel als prof en ging in het amateurbasketbalspelen bij BC l'9 Flénu.

## Erelijst
- Belgisch bekerwinnaar: 2011